# Hattische Mythologie
Die Hattische Mythologie behandelt die Mythen und Göttergeschichten der Hattier, wie sie von den Hethitern überliefert wurden. Sie können anhand der Quellenlage recht gut erfasst werden, im Gegensatz zu hattischen Kulten, Ritualen und religiösen Vorstellungen, die nicht zufriedenstellend von hethitischen und anderen Elementen getrennt werden können.

## Gottheiten
Die hattischen Gottheiten (hatt. šḫap) werden häufig mit dem Titel „König“ (hatt. katte) und „Königin“ (hatt. kattaḫ) geehrt, was ermöglicht, das Geschlecht einer Gottheit zu bestimmen.
Ein hethitisches Geburtsritual nennt hattische Gottheiten und deren Kultorte: »Den Göttern gibt man Bezirke. Die Sonnengöttin setzte sich in Arinna, und Ḫalmašuit setzte sich in Ḫarpiša, Ḫatepinu sich in Maliluḫa ebenso, die Schutzgottheit in Karaḫna, der schreckliche Telipinu setzte sich in Tawiniya, Ḫuzziya in Ḫakmiš. Aber für Ḫannaḫanna blieb kein Platz übrig; für sie war der Platz die Menschheit.«.
Eštan kattaḫ („Sonne“; heth. Ištanu) ist Sonnengöttin und Göttermutter, die besonders eng mit ihrer Tochter Mezulla verbunden ist. Ihr Beiname lautete Wurunšemu („des Landes Mutter“?). Der Adler ist ihr Bote. Die Göttin wurde von den Hethitern früh als Sonnengöttin von Arinna übernommen und war dann die höchste Gottheit des Reiches. Nach Eštan ist die Stadt Ištanuwa benannt. Die Hattier kannten offensichtlich keinen männlichen Sonnengott, im Gegensatz zum luwischen Tiwad.
Mezulla ist die Tochter der Sonnengöttin und des Wettergottes. Ein anderer Name war Tappinu („ihre Tochter“). Hethitische Quellen nennen auch Zintuḫi (hatt. zintu „Enkel“) als Enkelin der Sonnengöttin.
Kašku („Leuchte“) war der Mondgott. Von ihm ist ein Mythos „Der Mond fiel vom Himmel“ überliefert. Er wurde mit dem hethitischen Mondgott Arma gleichgesetzt.
Taru katte (auch Šaru; heth. Tarḫunna) ist der Wettergott und Göttervater. Er herrscht über Regen, Donner und Blitz und Sturm, seine Attribute sind Keule, Blitz und der Stier. Er hat auch eine enge Beziehung zu Quellen und wird in einem Ritual aus seiner Quelle herbeizitiert. Sein Wesir ist Mittunun. Die Mythen nennen zwar den Vater des Wettergottes, aber der Name ist nicht überliefert. Seine Kinder sind Mezulla, Telipinu und Waššizil. Taru verschmolz mit dem indoeuropäischen Tarḫunna der Hethiter, die Namensähnlichkeit dürfte zufällig sein. Der hattische Name wird versuchsweise mit dem mediterranen Wort sem. ṯawr und gr. ταῦρος (tauros), lat. taurus „Stier“ in Verbindung gebracht. Auch ein Zusammenhang mit dem anatolischen Gebirge Tauros wird in Erwägung gezogen.
Waššizil katte war der Name des Wettergottes von Ziplanda, der auch „Löwe“ genannt wurde. Er ist der Sohn der Wurunšemu und des Taru.
Šulinkatte katte („des šuli König“) ist ein Schwertgott, der mit dem mesopotamischen Schwertgott Nergal (NÈRI.GAL / U.GUR) gleichgesetzt wurde. Er gilt als Vater des Wettergottes von Nerak.
Der Wettergott von Nerak (heth. Wettergott von Nerikka) spielte im hethitischen Kult eine außerordentliche wichtige Rolle. Seine Waffe ist die Lanze und sein Tier der Löwe. Als seine Frau wird Zaḫapuna genannt und als seine Geliebte Tešimi. Ähnlich heißt die Geliebte des Wettergottes von Laḫzan Tašimi. In einer dritten Quelle wird die Frau des Wettergottes Taḫatenuit, Mutter der Quellen genannt und dessen Geliebte Tašimmet.
Wurunkatte („des Landes König“) ist ein Kriegsgott. Er wird mit dem mesopotamischen Kriegsgott Zababa (ZA.BA4.BA4) identifiziert.
Talipinu katte („Starker Sohn“; heth. Telipinu) war der Fruchtbarkeitsgott und Sohn von Eštan und Taru, weshalb auch er als Wettergott beschrieben werden kann, der Regen und Donner bringt. Sein Symbol ist die Eiche. Im Kult der Hethiter und Luwier, die ihn mit Warwalijaš gleichsetzten, spielte er eine wichtige Rolle.
Ḫatepinu („des Meeres Tochter“?) ist die nur in hethitischen Texten genannte Tochter des Meeres und Frau des Talipinu.
Inar (heth. Inara) bekämpft mit Hilfe des Menschen Ḫupašija den Schlangendämon Illuyanka. Sie ist nur in hethitischen Texten überliefert. In hethitischer Zeit war Inar Schutzgottheit von Ḫattuša (hatt. Ḫattuš).
Tašimi ist die Geliebte des Wettergottes.
Kataḫziwuri („Königin des Landes“) ist eine Göttin, die Beschwörungen und Reinigungsrituale vornimmt. Ihr Diener ist Ḫapantali. Die Hethiter und Luwier setzten sie mit ihrer Göttin Kamrušepa gleich.
Lelwani ist der Gott der Unterwelt. Er wurde von den Hethitern übernommen, später aber wegen der Gleichsetzung mit der mesopotamischen EREŠ.KI.GAL als Göttin betrachtet.
Eštuštaya & Papaya waren Schicksalsgottheiten, die am Gestade des Schwarzen Meeres sitzen und die Lebensjahre des (hethitischen) Königs spinnen. Sie dürften mit den hethitischen Gulšeš („Schreiberinnen“ des Schicksals) und Muttergöttinnen sowie den hurritischen Göttinnen Ḫudena und Ḫudellura gleichgesetzt werden.
Ḫannaḫanna (zu heth. ḫanna „Großmutter“) trägt zwar einen hethitischen Namen, doch erscheint sie vornehmlich in hattischen Mythen als weise Muttergöttin, deren Rat der Wettergott in Notzeiten einholt. Ihre Botin ist die Biene.
Ḫanwašuit kattaḫ (zu hatt. niwaš „sitzen“; het. Ḫalmašuit) ist die Throngöttin.

## Mythen
Hattische Mythen sind teilweise in hattisch-hethitischen Bilinguen erhalten, zum Teil aber nur in hethitischer Sprache. Vom Telipinu-Mythos gibt es zudem eine palaische Version. Von vielen Mythen ist nur der Anfang erhalten.

### Telipinu verschwindet
Der Mythos von Telipinus (hatt. Talipinu) Verschwinden ist in mehreren Versionen überliefert, die voneinander leicht abweichen. Allerdings nimmt kein hattischer Text auf ihn Bezug.
Der verärgerte Telipinu zieht sich zurück, wodurch Feuer und Altäre gelähmt werden und Pflanzen, Menschen und Tiere unfruchtbar werden. Als die Sonnengöttin die Götter zu einem Festmahl einlädt, werden diese weder satt noch trunken und der Wettergott bemerkt das Fernbleiben seines Sohnes. Alle Götter machen sich auf die Suche und die Sonnengöttin schickt den Adler aus, jedoch vergeblich. Nun schickt Ḫannaḫanna die Biene aus, die schließlich den Telipinu in einer Waldlichtung bei Liḫzina (hatt. Laḫzan) findet und ihn sticht. Er wacht auf, wird aber noch zorniger. Beschwichtigungsrituale der Göttin Kamrušepa (hatt. Kataḫziwuri) besänftigen Telipinu und das Land wird wieder fruchtbar.

### Telipinu und die Tochter des Meeres
Zu den Mythen verschwundener Gottheiten gehört auch das Verschwinden der Sonnengöttin. Die namentlich nicht genannte Tochter des Meeres ist Ḫatepinu.
Die Sonnengöttin und das Große Meer geraten in Streit und das Meer fängt sie und hält sie in seinen Gemächern gefangen. Dunkelheit zieht über das Land. Der Wettergott schickt seinen Sohn Telipinu los. Der Meeresgott fürchtet sich vor dem gewaltigen Telipinu und gibt die Sonnengöttin frei und dazu noch seine Tochter. Beide Frauen bringt Telipinu zu seinem Vater. Nun verlangt der Meeresgott Brautgeld für seine Tochter, die der Wettergott als Schwiegertochter zu sich genommen hat. Dieser berät sich mit Ḫannaḫanna und es wird ein Brautpreis ausgehandelt. Telipinu verlangt nun vom Meeresgott ein Bräutigamsgeschenk.

### Die Dämonin Ḫaḫḫima
Eine in Yozgat gefundene fragmentarische Tafel enthält einen ähnlichen Mythos.
Die Meerestochter ruft vom Himmel aus nach ihrem Vater, worauf dieser die Sonnengöttin verflucht. Danach spricht er mit seiner Tochter, der Sonnengöttin, dem Wettergott und dessen Schwester. Nach einer Lücke im Text erscheint die Dämonin Ḫaḫḫima, die die Erde lähmt und die Gewässer austrocknet. Zudem verschwindet noch die Sonnengöttin. ZABABA (hatt. Wurunkatte), LAMA (hatt. Inar?) und Telipinu machen sich auf die Suche, werden aber von Ḫaḫḫima gebunden. Schließlich werden die Brüder des Ḫaššamili herbeigerufen.

### Mond fällt vom Himmel
Dieser Mythos ist in einer hattisch-hethitischen Bilingue überliefert, aber nur bruchstückhaft. Er gehört zu einem Ritual, das vom „Mann des Wettergottes“ ausgeführt wird, „wenn der Wettergott fürchterlich donnert“.
Der Mondgott Kašku fällt vom Himmelsitz auf das KI.LAM („Markt“?, „Torbau“?) von Laḫzan. Der Wettergott Taru sieht ihn und jagt ihm Regen und Wind nach, so dass Kašku sich fürchtet. Ḫapantili ruft Kataḫziwuri herbei, deren Diener er ist, um Reinigungsriten vorzunehmen.

### Die Sonne baut sich ein Haus
Ebenfalls bruchstückhaft als Bilingue ist diese Göttergeschichte erhalten.
Die Sonnengöttin Eštan baut sich in Laḫzan ein Haus. Da rufen Šaru (Taru) und Lelwani die Göttin Kataḫziwuri herbei, die den Hausbau beherrscht. Auch ein starker Schmied wird herbeigerufen, um mit einem Kupferhammer Eisenpfähle in die gelockerte Erde einzuschlagen.

### Illuyanka
Der Illuyanka-Mythos ist zwar nur in hethischer Sprache überliefert, da jedoch die Namen der handelnden Personen vor allem hattisch sind, gilt er als hattischer Mythos. Er ist in zwei Fassungen überliefert. Wie der ursprüngliche hattische Mythos lautet, kann nicht bestimmt werden. Dieser Mythos zeigt starke Ähnlichkeit mit dem antiken Mythos von Typhon auf.
In der älteren Fassung besiegt Illuyanka bei Kiškilušša den Wettergott. Inar nimmt sich als Gehilfen den Menschen Ḫupašiya von Ziggaratta und bereitet ein Fest für Illuyanka vor. Dieser und seine Kinder betrinken sich und Ḫupašiya fesselt sie. Die so Gebundenen werden vom Wettergott erschlagen. Als Lohn für Ḫupašiya erbaut Inar in Tarukka ein Haus, wo beide als Liebespaar leben, allerdings unter der Bedingung, dass er nie aus dem Fenster schauen dürfe. Als er dies dennoch tut, sieht er seine Frau und Kinder und sehnt sich nach Hause und wird von der erbosten Inar getötet.
In der jüngeren Fassung raubt Illuyanka dem Wettergott Herz und Augen. Der Geschädigte zeugt darauf mit der Tochter eines „Armen“ einen Sohn, der Illuyankas Tochter ehelicht. Als Bräutigamsgeschenk verlangt er das Herz und die Augen des Wettergottes, die er diesem zurückgibt. Der Wettergott begibt sich nun ans Meer und tötet Illuyanka und seine Familie.